# Çufut Qale
Çufut Qale ([tʃʊˈfʊt qaˈlæ], en ukrainien et en russe : Чуфут-Кале ; en tatar de Crimée : Çufut Qale ; en turc : Çıfıt Kale ; en karaïm : Джуфт Къале, Djouft Qale) parfois Chufut Kale, est une ancienne ville fortifiée de Crimée. Elle est située à 2,5 km à l'est de Bakhtchyssaraï, dans le raïon du même nom. Son nom en tatar de Crimée et en turc signifie « Forteresse juive » (çufut – juif et qale – forteresse).

## Histoire
La naissance de la cité, qui remonte probablement aux Ve ou VIe siècle, paraît liée à l'urbanisation de la périphérie de l'Empire byzantin. Il pourrait s'agir de la ville de Fully, mentionnée par diverses sources, mais non encore localisée précisément. Sa population devait alors être principalement composée d'Alains.
À l'époque de la domination des Kiptchaks sur la Crimée, la ville se soumit et prit le nom de Kyrk-Er. En 1299, Kyrk-Er fut prise et pillée par des troupes de la Horde d'or, sous la direction du khan Nogaï. Aux XIIIe et XIVe siècles, la ville était le centre d'une petite principauté placée sous la dépendance de la Horde d'Or. À partir du XIVe siècle, des Karaïtes s'y établirent. Au moment de la naissance du khanat de Crimée, ils devaient déjà former la majorité de la population.
Au XVe siècle, Kyrk-Er fut la résidence du premier khan de la Crimée indépendante, Haci Giray. Sous le khan Mengli Giray, la capitale fut transférée dans la nouvelle cité de Bakhtchyssaraï. L'ancienne forteresse fut alors utilisée comme prison pour les prisonniers de guerre de haut rang. Elle fut également utilisée pour la frappe de la monnaie. Pendant cette période, la forteresse reçut son nom actuel, Çufut Qale, car ses habitants karaïtes pratiquaient une forme particulière de judaïsme. Les Karaïtes nommaient eux-mêmes le lieu Djouft Kale (« double forteresse ») ou simplement Kale (« forteresse »).
Après le rattachement de la Crimée à l'Empire russe, la population karaïte commença à se disperser dans d'autres localités de Crimée, si bien qu'à la fin du XIXe siècle, Çufut Qale était devenue pratiquement inhabitée.

## Situation actuelle
Aujourd'hui, Çufut Qale est presque entièrement en ruine. À l'ouest, la partie la plus ancienne de l'ancienne ville fortifiée comprend d'anciens habitats troglodytiques ainsi que les ruines d'une mosquée et un mausolée, bâti en 1437 pour la fille du khan Tokhtamych, Dchanyke-Khanym. Deux synagogues karaïtes (dites kenessa) et deux bâtiments de ferme sont bien conservés. Les kenessas sont actuellement restaurées par la communauté karaïte. Une exposition donne diverses informations sur la culture karaïte. Dans la partie orientale de la ville se trouvait la Monnaie du khanat de Crimée ainsi que de nombreuses maisons d'habitation, qui n'ont pas été conservées.

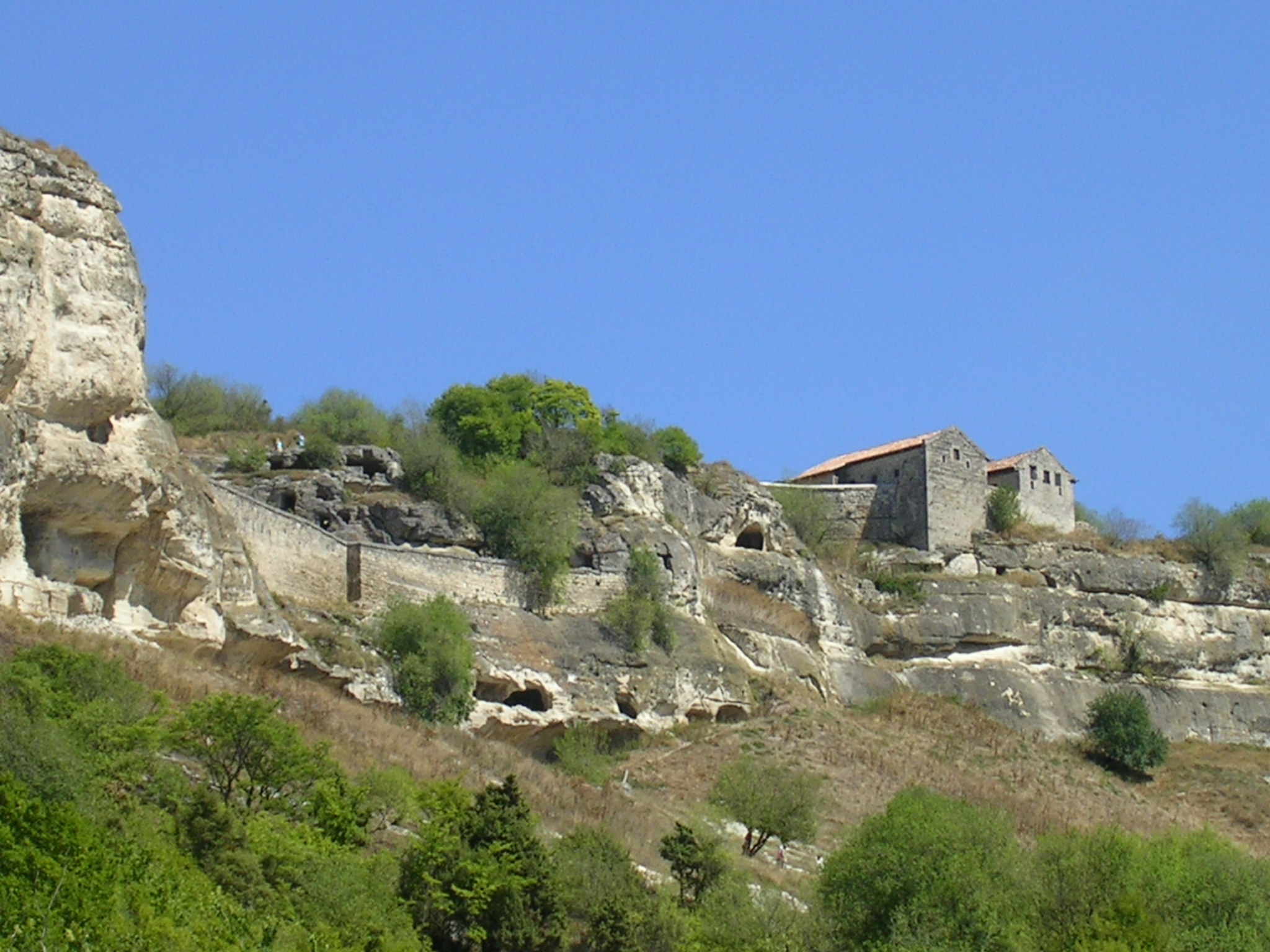
Vue de l'ancienne forteresse de Çufut Qale.
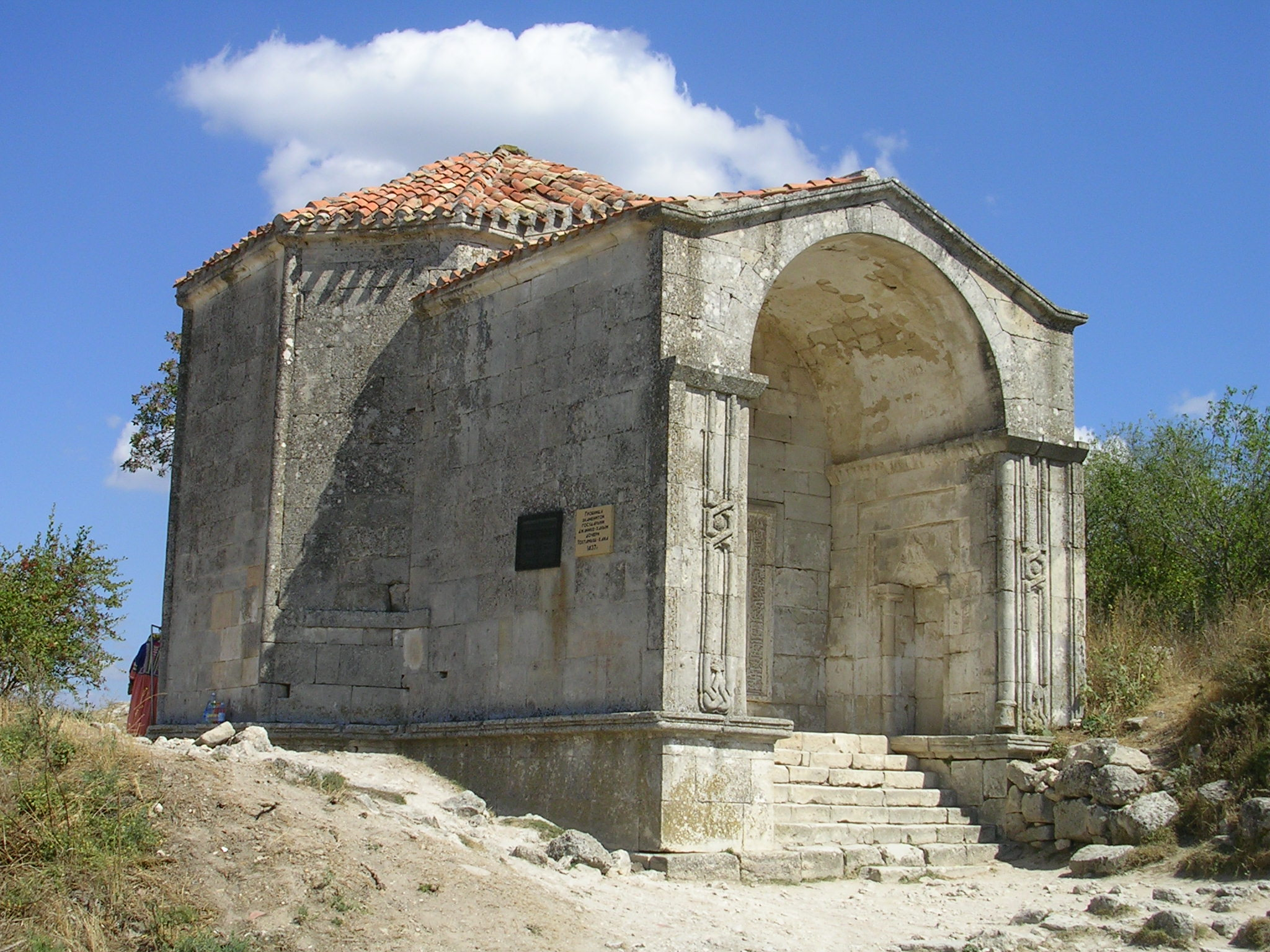
Le mausolée de la fille du khan.
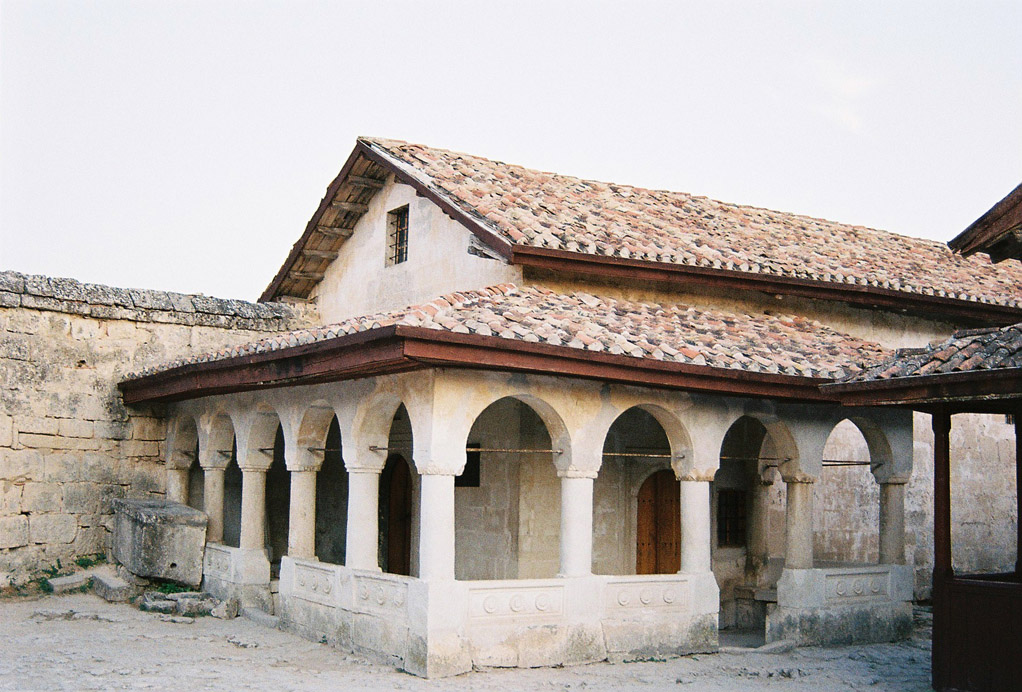
Une kenessa restaurée.
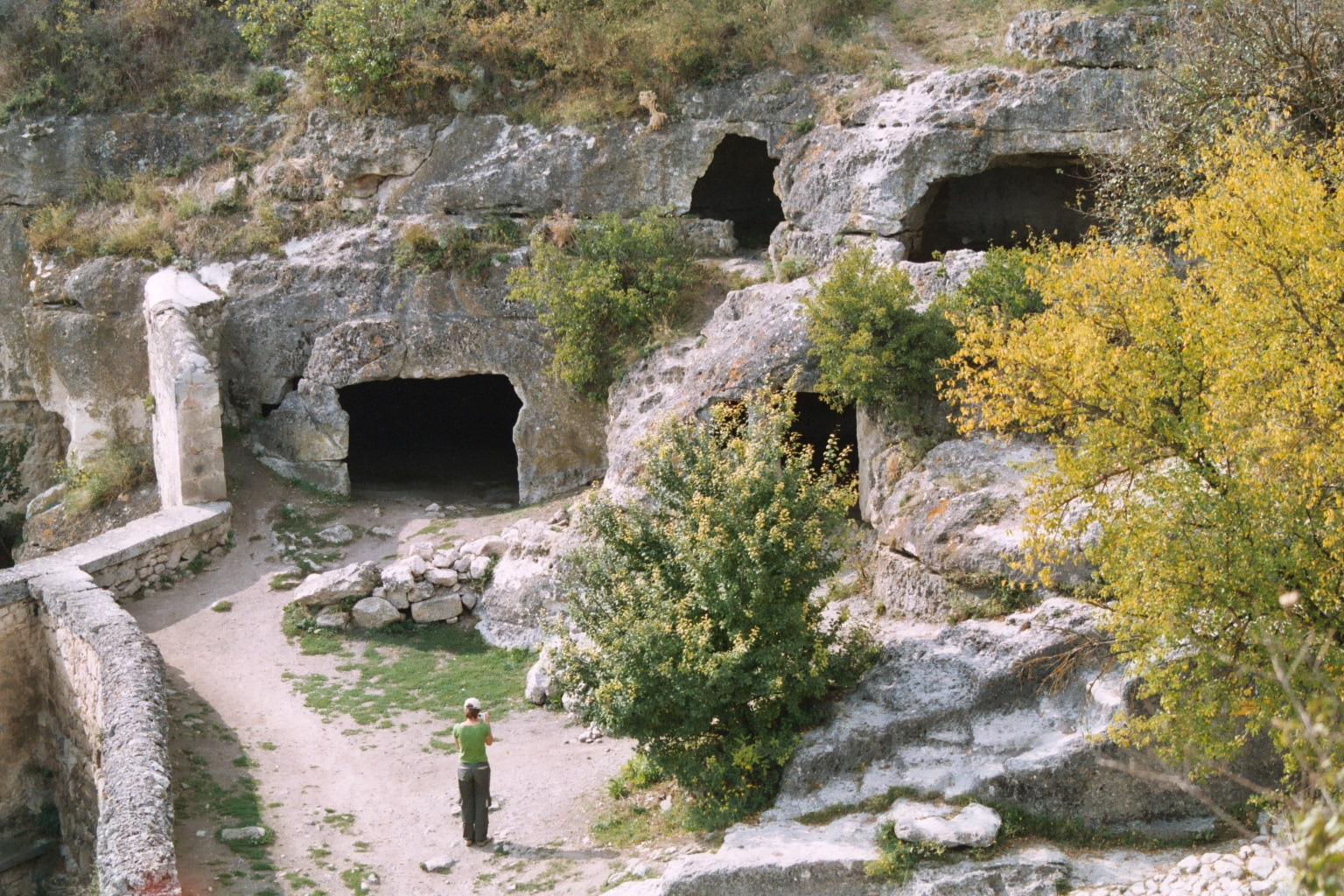
Habitats troglodytiques.